# Abdera
Abdera (лат.) — род жуков из семейства тенелюбов (Melandryidae).
Род был впервые описан британским зоологом Джеймсом Фрэнсисом Стивенсом в 1832 году.

## Классификация
На февраль 2021 года род делят на 2 подрода, в которые включают 8 видов:
- Подрод Abdera Stephens, 1832
  - Abdera bicincta Horn, 1888
  - Abdera biflexuosa (Curtis, 1829)
  - Abdera firma Hatch, 1965
  - † Abdera hoffeinsorum Alekseev, 2014
  - Abdera quadrifasciata Curtis, 1829
- Подрод Carida Mulsant, 1856
  - Abdera affinis (Paykull, 1799)
  - Abdera flexuosa (Paykull, 1799)
  - Abdera scriptipennis Lewis, 1895

### Отдельные представители
Abdera quadrifasciata — редкий жук в Великобритании, в последний раз был зафиксирован в Данхэме (в английском графстве Чешир, на северной границе своего ареала) в 1867 году, но в 2009 году учёные вновь нашли его в национальном парке Данхэм.